# Прокофьев, Николай Иванович
Никола́й Ива́нович Проко́фьев (1909—1995) — советский и российский литературовед-медиевист, участник Великой Отечественной войны. Доктор филологических наук, заслуженный деятель науки РСФСР.

## Биография[1]
Николай Иванович Прокофьев родился 6 декабря 1909 года в крестьянской семье, его отец — участник Первой мировой войны. Будущий профессор подростком трудился в сельском хозяйстве, затем — чернорабочим и плотником в строительстве. В девятнадцать лет поступил в Московский педагогический техникум имени Профинтерна и досрочно окончил его в январе 1931 г. После этого год работал учителем на Камчатке, потом ещё семь лет в школе № 542 г. Москвы, одновременно заканчивая вечернее отделение факультета русского языка и литературы Московского городского педагогического института. После аспирантуры (научный руководитель — профессор Николай Павлович Сидоров) был направлен на работу в Чувашский государственный педагогический институт, в котором читал сразу несколько курсов: русского фольклора, древнерусской литературы, русской литературы XVIII в., теории литературы.
В октябре 1942 г. был призван в действующую армию, где начал свой путь рядовым-миномётчиком, затем стал командиром расчета 82-миллиметрового миномёта, наконец, был назначен ответственным секретарем редакции дивизионной газеты «За честь Родины».
После окончания войны несколько лет работал в МВД СССР: сначала политработником в войсках правительственной связи, потом преподавателем русской литературы в Военном институте, а в 1948—1949 гг. — старшим инспектором Управления военных учебных заведений. В мае 1949 г. защитил кандидатскую диссертацию «Видения времени польско-шведской интервенции и крестьянской войны начала XVII века. (Из истории жанров литературы русского средневековья)», в августе того же года пришел в Центральный государственный архив литературы и искусства (ЦГАЛИ) в качестве заместителя начальника по научной части, одновременно читая курс советской литературы на историческом факультете МГПИ им. В. П. Потемкина. В период 1952—1962 гг., связанный с Академией педагогических наук РСФСР, было написано большое количество статей, посвященных изучению литературы в старших классах средней школы. В 1962 г. Н. И. Прокофьев начал преподавать в МГПИ, где в 1970 г. защитил докторскую диссертацию «Древнерусские хождения XII—XV веков. (Проблема жанра и стиля)». В МГПИ Н. И. Прокофьев на протяжении 30 с лишним лет читал курс истории древнерусской литературы (общий курс на первом году обучения), вел спецсеминар «Слово о полку Игореве в литературе и искусстве Нового времени» (для студентов-второкурсников), читал спецкурс «Древнерусская литература и литература Нового времени» (для студентов-третьекурсников). За десятилетия работы была создана своеобразная методическая система, позволявшая не просто познакомить студентов со средневековым периодом русской литературы, но и показать её глубинную взаимосвязь со всей последующей литературой.
В течение 25 лет Н. И. Прокофьев руководил кружком древнерусской литературы, на занятиях которого обсуждались студенческие доклады, велась палеографическая подготовка к летним экспедициям в древние русские города — Киев, Чернигов, Новгород-Северский, Псков, Изборск, Ярославль, Ростов Великий, Нижний Новгород, Кострому, Вологду, Углич и др. Студенты знакомились с архитектурой, живописью, историей, а также по договоренности с музеями составляли описания необработанных древнерусских рукописей. Из некоторых дипломных работ под руководством Н. И. Прокофьева вырастали потом кандидатские и докторские диссертации. Так складывалась научная школа по изучению памятников древнерусской литературы, к которой принадлежат исследователи, ныне работающие в различных учебных, научно-исследовательских заведениях и музеях России: Л. И. Алёхина, О. В. Гладкова, А. В. Каравашкин, Е. П. Мстиславская, Е. В. Николаева, Л. А. Ольшевская, Н. И. Пак, Р. А. Седова, С. Н. Травников, Н. В. Трофимова. По инициативе Н. И. Прокофьева было создано продолжающееся поныне печатное издание — межвузовский сборник научных трудов «Литература Древней Руси», выходящий раз в несколько лет в издательстве МГПИ. Большинство выпусков, вышедших при жизни Н. И. Прокофьева, открывалось его теоретическими статьями. Ещё в молодости Н. И. Прокофьев усвоил лучшие традиции предшественников в изучении древнерусских памятников: детальное исследование текстов (в идеале рукописных) определённых жанровых групп. В результате было выработано представление о своеобразии жанровой системы русской средневековой литературы, которое, по мнению Н. И. Прокофьева, определялось особенностями религиозно-символического мировоззрения.
Как ученого Н. И. Прокофьева интересовали прежде всего проблемы истории и теории древнерусской литературы, а также связи литературы Нового времени и Древней Руси. Его занимали вопросы установления глубинных связей и закономерности восприятия и отражения средневековых текстов писателями Нового времени. Такие закономерности, как правило, обнаруживались им в мировоззрении, которое влияло на отбор тем, мотивов, образов, перекликавшихся с древнерусскими текстами. Кандидатская диссертация Н. И. Прокофьева, посвященная жанру видений, стала основополагающей в медиевистике по этой теме так же, как и его докторская диссертация о жанре хождений, которая подвела итог огромной текстологической работе исследователя. Многие тексты хождений были опубликованы по спискам, впервые привлеченным для издания Н. И. Прокофьевым. Результаты работы над хождениями отразились в трех книгах, изданных массовыми тиражами. Ещё один жанр, привлекавший внимание исследователя, — притча.
Основой для изучения древнерусской литературы в педагогических вузах на протяжении нескольких десятилетий остаются научно-методические труды Н. И. Прокофьева. Долгое время Н. И. Прокофьев являлся председателем научно-методического центра педагогических вузов по изучению древнерусской литературы и входил в учебно-методические комиссии по литературе Министерства просвещения РСФСР и СССР. Последняя книга Н. И. Прокофьева «Преданья старины глубокой. Антология памятников литературы», подготовленная ещё в 80-е гг., была обращена к школьникам и содержала переводы самых значительных древнерусских текстов на русский язык, вышла она уже после смерти автора.
Н. И. Прокофьев был удостоен звания Заслуженного деятеля науки РСФСР.

## Семья
Супруга — Буслаева Ксения Сергеевна.
- Дочь — Прокофьева Наталья Николаевна.

## Награды и премии
- Орден Красной Звезды
- Две медали «За боевые заслуги» (1943, 1944)
- Медаль «За победу над Германией» (1945)
- Медаль «За доблестный труд» (1970)
- Знак «Отличник народного просвещения» РСФСР и СССР